# NGC 107
 NGC 107  هي مجرة حلزونية تبعد حوالي 280 مليون سنة ضوئية تقع في كوكبةقيطس (كوكبة) . تم اكتشافها من قبل العالم أوتو ستروف في 1866 وحجمها هو 14.2.

## وصلات خارجية
- NGC 107 على موقع ويكي سكاي: DSS2, SDSS, GALEX, IRAS, Hydrogen α, X-Ray, Astrophoto, Sky Map, Articles and images